# Bekmünde
Bekmünde er en by og kommune i det nordlige Tyskland, beliggende i Amt Itzehoe-Land under Kreis Steinburg. Kreis Steinburg ligger i den sydvestlige del af delstaten Slesvig-Holsten.

## Geografi
Bekmünde ligger ved Bundesstraße B5 mellem Wilster og Itzehoe. Vandløbet Bekau løber sammen med Stör i kommunens område. Tre grundstykker i kommunen ligger som eksklaver fra kommunen Heiligenstedten.